# Ghiacciaio South America
Il ghiacciaio South America è un ripido ghiacciaio lungo circa 2 km situato all'estremità occidentale dei colli Kukri, nella regione centro-occidentale della Dipendenza di Ross, in Antartide. Il ghiacciaio, il cui punto più alto si trova a circa 1400 m s.l.m., si trova in particolare una piccola valle a est del monte Brearley, dove fluisce verso sud fino a unire il proprio flusso a quello del ghiacciaio Ferrar.

## Storia
Il ghiacciaio South America è stato scoperto e mappato dalla squadra occidentale della spedizione Terra Nova, condotta dal 1910 al 1913 e comandata dal capitano Robert Falcon Scott, e così battezzato da Thomas Griffith Taylor, leader di quella squadra, in virtù del fatto che la forma del ghiacciaio gli ricordava quella del continente sudamericano.